# Caradrina pergrisea
Caradrina pergrisea är en fjärilsart som beskrevs av W. Warren 1912. Caradrina pergrisea ingår i släktet Caradrina och familjen nattflyn. Inga underarter finns listade i Catalogue of Life.